# Grigortschuk-Gruppe
In der Mathematik ist die Grigortschuk-Gruppe (in englischsprachigen Veröffentlichungen Grigorchuk group) eine gewisse Gruppe von Automorphismen eines Binärbaumes. Sie ist in der Gruppentheorie von Bedeutung, weil sie ein Gegenbeispiel zu einer Reihe von Dichotomien liefert. Sie ist nach Rostislaw Iwanowitsch Grigortschuk benannt.

## Konstruktion

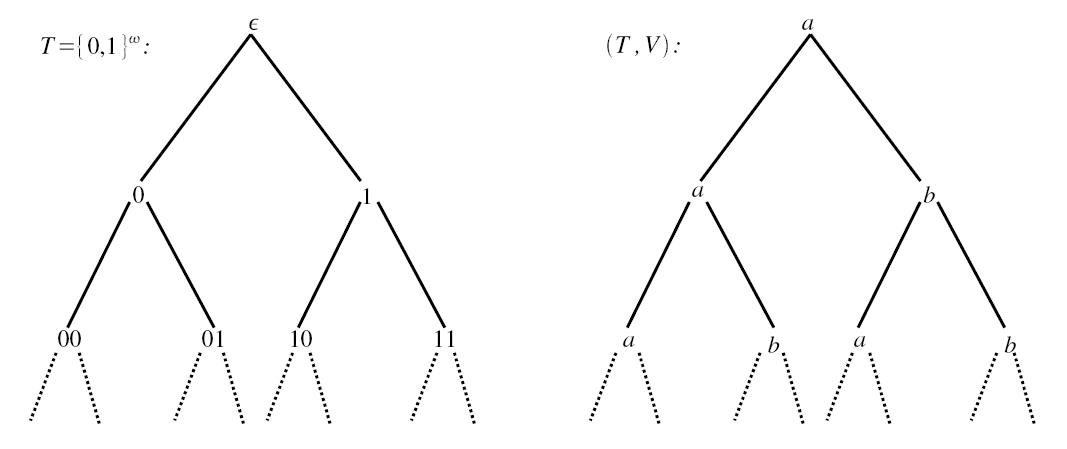
Binärbäume

Notationen: Die Ecken des Binärbaumes {\displaystyle T} werden beschrieben durch endliche Folgen von Elementen aus {\displaystyle \left\{0,1\right\}}. Seien {\displaystyle T_{0}} bzw. {\displaystyle T_{1}} die Teilbäume aus denjenigen Folgen, die mit 0 bzw. 1 beginnen. Die Abbildungen {\displaystyle \delta _{0}\colon T\to T_{0}} bzw. {\displaystyle \delta _{1}\colon T\to T_{1}} bilden eine Folge {\displaystyle x} auf die Konkatenation {\displaystyle 0x} bzw. {\displaystyle 1x} ab. Für zwei Automorphismen {\displaystyle g_{0},g_{1}\colon T\to T} sei 
{\displaystyle g:=(g_{0},g_{1})\colon T\to T}
derjenige Automorphismus, der auf {\displaystyle T_{0}} durch {\displaystyle \delta _{0}g_{0}\delta _{0}^{-1}} und auf {\displaystyle T_{1}} durch {\displaystyle \delta _{1}g_{1}\delta _{1}^{-1}} wirkt und, wie jeder Automorphismus, die Wurzel festlässt. Außerdem verwenden wir die Bezeichnungen {\displaystyle {\overline {0}}=1} und {\displaystyle {\overline {1}}=0}.
Die Grigortschuk-Gruppe ist dann die von den folgenden vier Automorphismen {\displaystyle a,b,c,d\colon T\to T} erzeugte Untergruppe {\displaystyle \Gamma \subset \mathrm {Aut} (T)}:
{\displaystyle a(j_{1},j_{2},\ldots ,j_{k})=({\overline {j_{1}}},j_{2},\ldots .j_{k})}
{\displaystyle b=(a,c)}
{\displaystyle c=(a,d)}
{\displaystyle d=(id,b)}
Ein Beispiel für die rekursive Berechnung der erzeugenden Automorphismen ist: 
{\displaystyle b(1,0,1,1)=\delta _{1}(c(\delta _{1}^{-1}(1,0,1,1)))=\delta _{1}(c(0,1,1))=\delta _{1}(\delta _{0}(a(\delta _{0}^{-1}(0,1,1)))}
{\displaystyle =\delta _{1}(\delta _{0}(a(1,1)))=\delta _{1}(\delta _{0}(0,1))=\delta _{1}(0,0,1)=(1,0,0,1)}

## Wachstum von Gruppen
John Milnor fragte 1968, ob jede endlich erzeugte Gruppe entweder exponentielles Wachstum oder polynomielles Wachstum hat. Rostyslaw Hryhortschuk bewies 1984, dass die später nach ihm benannte Gruppe subexponentielles, aber nicht polynomielles Wachstum hat. Die gegenwärtig besten bewiesenen Abschätzungen sind 
{\displaystyle \exp(n^{0{,}504})}
als untere Schranke und 
{\displaystyle \exp(n^{s})} mit {\displaystyle s=\log 2/(\log 2-\log \eta )\approx 0{,}7675}
(wobei {\displaystyle \eta } die reelle Lösung von {\displaystyle \eta ^{3}+\eta ^{2}+\eta =2} ist) als obere Schranke fũr die Anzahl der Gruppenelemente, die in einem Cayley-Graphen der Grigortschuk-Gruppe eine Abstand kleiner oder gleich {\displaystyle n} vom Einselement haben.

## Mittelbarkeit
Die Grigortschuk-Gruppe ist eine mittelbare Gruppe. Bereits 1957 hatte Mahlon Day gefragt, ob jede mittelbare Gruppe elementar mittelbar ist, d. h. aus abelschen und endlichen Gruppen durch iterierte Bildung von Untergruppen, Faktorgruppen, Erweiterungen und induktiven Limites gebildet werden kann. Grigortschuks Gruppe ist hierfür ein Gegenbeispiel.

## Eigenschaften der Grigortschuk-Gruppe
- Die Grigortschuk-Gruppe ist unendlich.
- Sie ist endlich erzeugt.
- Sie ist eine 2-Gruppe, d. h. jedes Element hat eine endliche Ordnung, die eine Potenz von {\displaystyle 2} ist.
- Sie ist residuell endlich.